# Houghton Lake
Houghton Lake é uma Região censo-designada localizada no estado americano de Michigan, no Condado de Roscommon.

## Demografia
Segundo o censo americano de 2000, a sua população era de 3749 habitantes.

## Geografia
De acordo com o United States Census Bureau tem uma área de
19,5 km², dos quais 15,3 km² cobertos por terra e 4,2 km² cobertos por água. Houghton Lake localiza-se a aproximadamente 358 m acima do nível do mar.

## Localidades na vizinhança
O diagrama seguinte representa as localidades num raio de 36 km ao redor de Houghton Lake.